# Pontours
Pontours település Franciaországban, Dordogne megyében. Lakosainak száma 208 fő (2022. január 1.). Pontours Lalinde, Badefols-sur-Dordogne, Molières, Bourniquel, Bayac és Couze-et-Saint-Front községekkel határos.

## Népesség
A település népességének változása:
| Lakosok száma | 163  | 164  | 187  | 192  | 215  | 201  | 191  | 188  | 195  | 208  |
|               | 1968 | 1982 | 1990 | 2006 | 2013 | 2015 | 2017 | 2019 | 2020 | 2022 |